# Albino Slug
Albino Slug — двадцать второй студийный альбом гитариста-виртуоза, известного под псевдонимом Buckethead, издан в 2008 году лейблом TDRS Music.

## Об альбоме
Albino Slug официально вышел на мировой музыкальный рынок 1 декабря 2008 года, но ещё до этой даты начал распространяться на гастролях гитариста. Соответствующее заявление владелец TDRS Music Трэвис Дикерсон сделал 17 сентября, на форуме своего лейбла. Одновременно с Albino Slug стала доступна запись Бакетхэда с That 1 Guy — Bolt on Neck, и совместный альбом с Брайаном Мантиа и Трэвисо Дикерсоном — The Dragons of Eden. Композиция «The Redeem Team» посвящена мужской сборной США по баскетболу, которая незадолго до выхода Albino Slug выиграла золотую медаль на летних Олимпийских играх. Трек «Spooner Arks» — Чарльзу Спунеру и созданному им аттракциону Ark.

## Список композиций
| №   | Название                | Длительность |
| --- | ----------------------- | ------------ |
| 1.  | «The Redeem Team»       | 5:01         |
| 2.  | «Siege Engine»          | 8:12         |
| 3.  | «Pink Eye»              | 3:24         |
| 4.  | «Dawn at the Deuce»     | 4:17         |
| 5.  | «Flee Flicker»          | 2:34         |
| 6.  | «Symmetrical Slug»      | 2:50         |
| 7.  | «The Bight of Benin»    | 1:36         |
| 8.  | «Fear of Salt»          | 2:56         |
| 9.  | «Spooner Arks»          | 2:43         |
| 10. | «Electric Bell Blanket» | 0:54         |
| 11. | «Tide Pools»            | 2:44         |
| 12. | «Shell Substitutions»   | 1:51         |
| 13. | «Forgotten Trail»       | 8:06         |

## Участники записи
- Бакетхэд — гитара
- Дэн Монти — бас-гитара
- Трэвис Дикерсон — дополнительные гитарные партии